# Kerspel Winden
Winden was een kerspel (parochie) binnen het Heilige Roomse Rijk. Het kerspel was niet bij een kreits ingedeeld.
In 1250 werd Winden (Nassau) door de abdij van Arnstein verworven van de gravin van Sayn. Het bestond uit de dorpen Winden en Weinähr en vormde een kleine heerlijkheid met de volle landshoogheid. De abt van Arnstein was zonder rijksstand of kreitsstand te zijn ten volle rijksvrij.
In 1756 geraakte het gebied onder het oppergezag van het keurvorstendom Trier.
In paragraaf 12 van de Reichsdeputationshauptschluss van 25 februari 1803 wordt de abdij Arnstein (en dus ook Winden) aan het vorstendom Nassau-Weilburg toegewezen.